# Atherigona tenuipes
Atherigona tenuipes este o specie de muște din genul Atherigona, familia Muscidae, descrisă de Adrian C. Pont și Magpayo în anul 1995. Conform Catalogue of Life specia Atherigona tenuipes nu are subspecii cunoscute.